# Timandromorpha
Timandromorpha is een geslacht van vlinders van de familie spanners (Geometridae), uit de onderfamilie Geometrinae.

## Soorten
- T. discolor Warren, 1896
- T. energes Prout, 1933
- T. enervata Inoue, 1944